# Pies Descalzos
Pies Descalzos is het derde album van Colombiaanse popster Shakira uit 1995. Dit album betekende haar doorbraak in Zuid-Amerika. De titel betekent letterlijk 'blote voeten'.

## Lijst van nummers
1. "Estoy Aquí" (Ochoa / Shakira) - 3:51
2. "Antología" (Ochoa / Shakira) - 4:15
3. "Un Poco De Amor" (Ochoa / Shakira) - 4:00
4. "Quiero" (Ochoa / Shakira) - 4:09
5. "Te Necesito" (Ochoa / Shakira) - 3:59
6. "Te Espero Sentada" (Shakira) - 3:25
7. "Pies Descalzos, Sueños Blancos" (Ochoa / Shakira) - 3:25
8. "Vuelve" (Ochoa / Shakira) - 3:54
9. "Pienso En Ti" (Ochoa / Shakira) - 2:25
10. "Dónde Estás Corazón" (Ochoa / Shakira) - 3:51
11. "Se Quiere, Se Mata" (Ochoa / Shakira) - 3:39

## Singles
- Dónde Estás Corazón?
- Estoy Aquí
- Pies Descalzos, Sueños Blancos
- Un Poco De Amor
- Se Quiere, Se Mata
- Antología
- Quiero